# Каррера Панамерікана

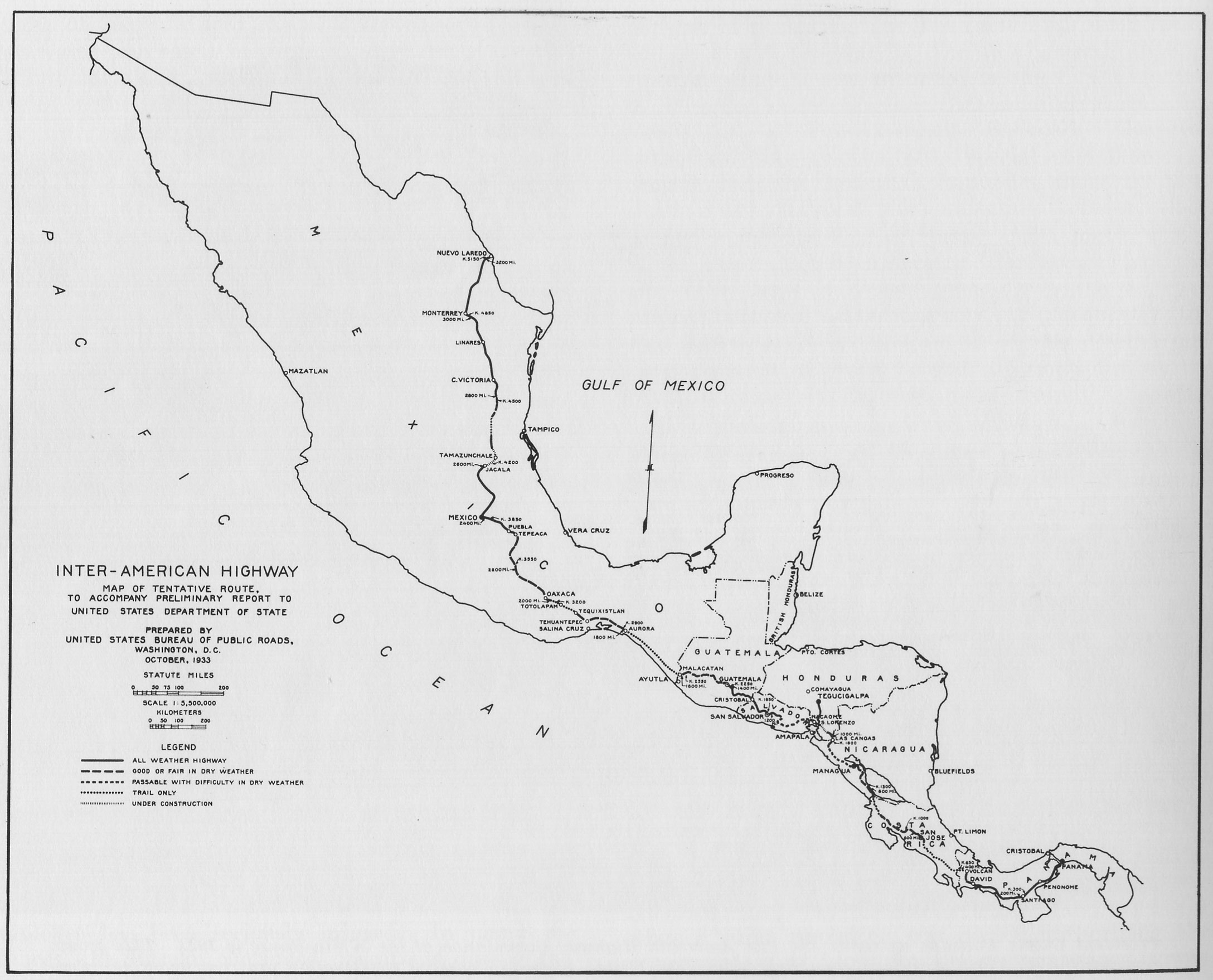
Схема траси перегонів Carrera Panamericana 1953 року.

Каррера Панамерікана (ісп. Carrera Panamericana) або мексиканські Дорожні перегони (1950–1954) — є одними із найвідоміших подій в історії автоперегонів.

## Історія

### Початок
Багато провідних пілотів світу змогли перевірити свою майстерність на трасі довжиною понад 2000 миль (3000 кілометрів).
Carrera в перекладі з іспанської означає «перегони», відповідно Carrera Panamericana перекладається як Панамериканські перегони. Їх організувала влада Мексики для рекламної акції недавно побудованої ділянки магістралі, котра з'єднувала дві сторони країни з півночі на південь. Хоча насправді панамериканської магістралі немає і донині, котра б сполучала обидва континенти, на шляху мов апендикс став 87-кілометровий Дар'єнський розрив із недоторканої сельви на Панамському перешийку.
Але США дотягли мережу автострад («хайвеї») від Аляски до Панами ще в роки Другої світової війни, щоб доставляти вантажі суходолом через небезпеку атак на свої кораблі з боку німецьких підводних човнів.
І тодішній президент Мексики Мігель Алеман Вальдес домовився з США про кредит на будівництво дороги, і до 1950 року побудували понад 21 тисячу кілометрів нових доріг. Її будували французи, тому характер траси схожий на дороги Лазурового берегу Франції, дорога рідко прорізає прибережні гори, а акуратно повторює обриси пагорбів. Частина ж віражів на трасі профільовані.
Довжина траси становить 3 436 кілометрів, що простягається від півночі до південного кордону Мексики, що була довшою у понад два рази від Mille Miglia (Мілле Мілія). Як і остання, вона була створена для проведення перегонів серед спортивних автомобілів.
Перегони складалися із 9-ти етапів. Перший етап розпочинався в місті С'юдад-Хуарес проходячи через Чіуауа, Парраль, Дурранго, Леон, Пуебло, Оахака і Окоталь.

### Перші перегони 1950 року
Перші перегони стартували 5 травня 1950 року, а кінцевий пункт призначення ― фініш, буд досягнутий через 6 днів ― 10 травня. На перших перегонах до участі допускали лише серійні 5-місні автомобілі — більшість водії вибрали американські Cadillac, Buick, Hudson, Lincoln, Mercury.
Переможець перших перегонів приїхав до фінішу майже на звичайному Oldsmobile 88 ― гонщик Макгріф. Його автомобіль коштував 1900 доларів США, а за перемогу отримав приз в розмірі 17 000$.
Найкращим із європейців був ас дорожніх перегонів П‘єро Таруффі на седані Alfa Romeo 6C 2500, приїхав четвертим, програвши переможцю майже півгодини. Адже на довгих прямих двигун Альфи був заслабкий у порівнянні із американським «дорожніми монстрами».

### 1951
Наступного 1951 року організатори перегонів відмінили обов'язковість 5 місних автомобілів, таким чином відкривши дорогу європейським дрібносерійним купе з алюмінієвими кузовами.
Результат не забарився, італійці зразу ж відігралися на напів-заводських Ferrari 212 Inter із посадковою формулою «2+2», взявши перше і друге місця. Хоча громіздкі Chrysler Saratoga Білла Стерлінга і Mercury 89M Троя Раттмана відстали на 15-20 хвилин.

### 1952
В 1952 році до участі в перегонах Carrera Panamericana допускалися гоночні одномісні прототипи, для яких виділили спеціальну категорію Sport, а американців відтіснили з їхніми потужними автомобілями назавжди.
На фініші найшвидшими з американців абсолютному заліку були заводські седани Lincoln Capri з 205-сильними V8 та максимальною швидкістю під 200 км/год, зайняли місця із 7 по 10-те. А відставання від лідерів обчислювалося вже годинами.

### 1953
В 1953 році перегони виграла ще одна італійська марка ― Lancia у спортивній категорії із Фанхіо. І саме з цього моменту перегони стають місце битви заводських команд, заохочені все більш зростаючою швидкістю і як наслідок ризиком.

### 1954
В 1954 році перемогу в перегонах здобув італієць Умберто Маджліолі на Феррарі. Він показав середню швидкість 222 км/год. Філ Хілл, теж на Феррарі, здобув друге місце.

### Назавжди
В 1955 році цей ризик перегонів став завеликим, перегони забрали життя 27 людей. Організатори мусили відреагувати на це, в результаті перегони довелося припинити назавжди.
Відео тих подій:
 [Архівовано 28 грудня 2015 у Wayback Machine.]

## Переможці
| Рік  | Пілот(и)                                   | Автомобіль                    | Дистанція |
| ---- | ------------------------------------------ | ----------------------------- | --------- |
| 1950 | СШАl Гершель Макгріф СШАРей Елліот         | США Oldsmobile 88             | 3436 км   |
| 1951 | Італія П'єро Таруффі ІталіяЛуїджі Чінетті  | Італія Ferrari 212            | 3113 км   |
| 1952 | Німеччина Карл Клінг Німеччина\|Ганс Кленк | Німеччина Mercedes-Benz 300SL | 3113 км   |
| 1953 | Аргентина Хуан-Мануель Фанхіо              | Італія Lancia D24             | 3084 км   |
| 1954 | Італія Умберто Маджліолі                   | Італія Ferrari 375            | 3070 км   |

## Бренд Carrera Panamericana
Хоча перегони Carrera Panamericana вже на викликають такого ажіотажу, вони таки досить популярні й залишаються хорошим джерелом доходів для деяких фірм, котрі увіковічують ці визначні події у своїх товарах.
Наприклад, годинникове товариство Tag Heuer в 1963 році представило створену в честь легендарних перегонів, нині вже не менш легендарну, модель годинника — Carrera Chronograph.
Німецький Porsche, яка брала безпосередню участь у перегонах, представила свою спеціальну версію Porsche 911 з назвою Carrera. А в 2009 році Porsche представила нову модель і першу у своїй історії ― чотиридверне купе Panamera, теж на честь відомих змагань.

## Carrera Panamericana сьогодні
Сьогодні на легендарній трасі щороку відбуваються різноманітні ретро-перегони та фестивалі.